# Quodlibet
Il quodlibet è un brano musicale che è composto da diverse melodie unite per mezzo del contrappunto. Di solito si tratta di melodie popolari, spensierate ed allegre, spesso rimaneggiate. Un esempio molto famoso di quodlibet si trova alla fine delle Variazioni Goldberg di Bach, dove si trovano le melodie popolari Ich bin so lange nicht bei dir g'west, ruck her e Kraut und Rüben haben mich vertrieben (Troppo son stato lontano da te e Cavoli e rape rosse mi hanno sviato). Un altro esempio è il Galimathias Musicum, un quodlibet a 17 voci composto da Wolfgang Amadeus Mozart quando aveva dieci anni. Quodlibet è anche il titolo di un brano per pianoforte e orchestra del compositore italiano Niccolò Castiglioni.
Dei quodlibet più impegnati si trovano nelle messe di Jacob Obrecht, il quale a volte mette insieme melodie popolari, canto gregoriano e musica originale nello stesso brano.
La parola viene a volte utilizzata per descrivere dei punti o delle argomentazioni in un dibattito (normalmente di ordine teologico) o una disputa basata realmente su sottigliezze.